# Chiến Thắng
Chiến Thắng war eine nordvietnamesische Automarke.

## Markengeschichte
Die Marke wurde 1959 für Automobile eingeführt und entweder 1959 oder 1960 wieder eingestellt. Chiến Thắng bedeutet auf Vietnamesisch „Sieg“ oder „Gewinn“. Eine englische Quelle verwendet auch den Begriff „Triumph“.

## Fahrzeuge
Das einzige Modell war eine viertürige Limousine. Eine Quelle sieht darin eine verkleinerte Kopie des sowjetischen GAZ-13.